# 라스무스 바르톨린

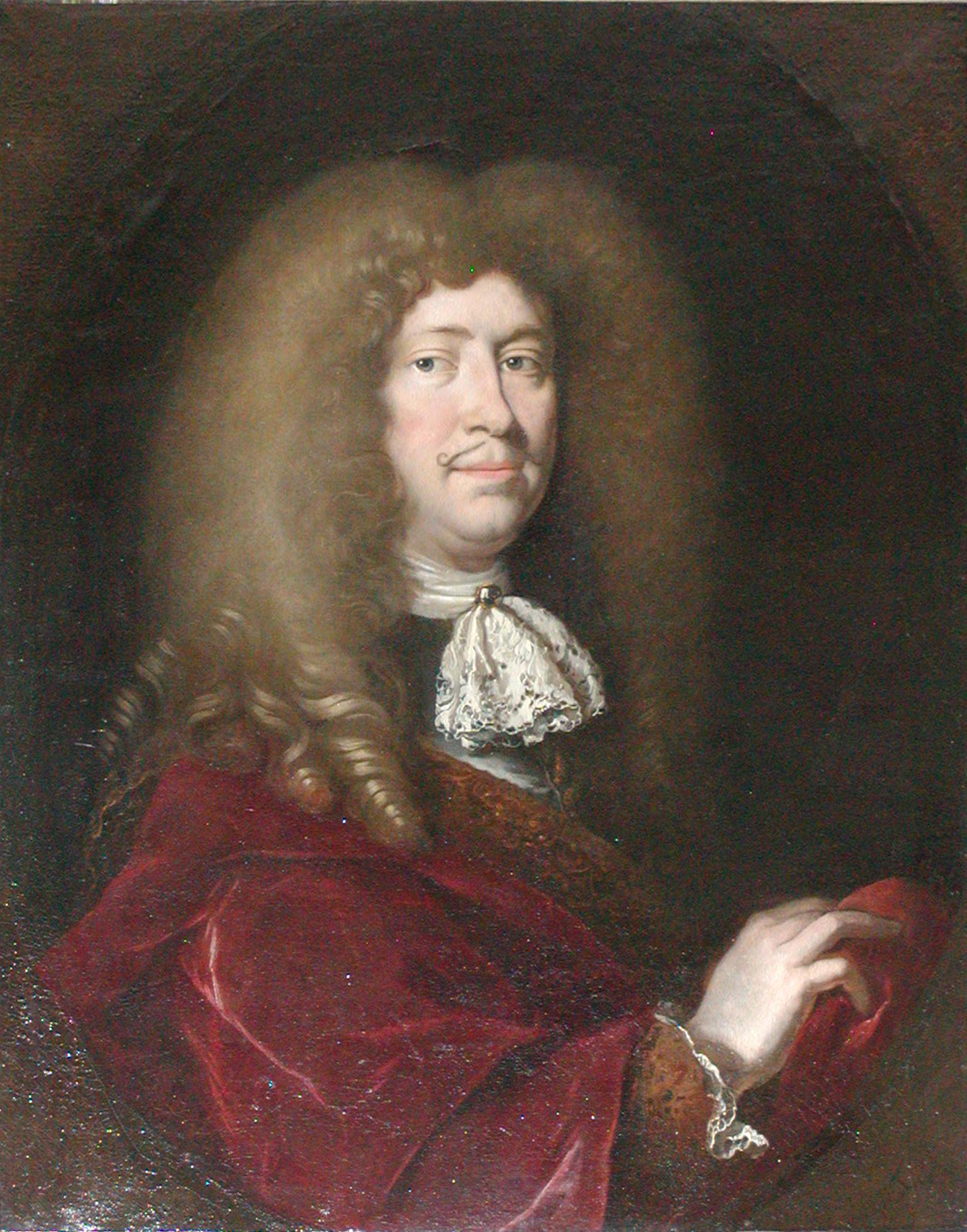
라스무스 바르톨린

라스무스 바르톨린(덴마크어: Rasmus Bartholin, 라틴어 이름: 에라스무스 바르톨리누스(라틴어: Erasmus Bartholinus), 1625년 8월 13일 로스킬레 ~ 1698년 11월 4일 코펜하겐)은 덴마크의 의사, 과학자이자 문법학자이다.

## 생애
라스무스 바르톨린은 덴마크 로스킬레에서 카스파르 바르톨린(Caspar Bartholin the Elder, 1585~1629)과 아나 핑케(Anna Fincke)의 아들로 태어났다. 라스무스 바르톨린의 어머니인 아나 핑케는 덴마크의 수학자인 토마스 핑케(Thomas Fincke)의 딸이기도 하다. 덴마크의 의사, 수학자인 토마스 바르톨린(Thomas Bartholin, 1616년 ~ 1680년)은 라스무스 바르톨린의 형이다.
10년 동안 네덜란드, 영국, 프랑스, 이탈리아 등 유럽을 돌며 공부하였다. 1647년에 코펜하겐 대학교에서 석사학위를 받았고, 1654년에는 파도바 대학교에서 박사 학위를 받았다. 처음에는 코펜하겐 대학교에서 기하학 교수로 근무했지만 나중에 의학 교수로 전향하게 된다. 그는 또한 코펜하겐 대학교의 의학부 학장, 도서관장, 총장을 지냈다. 1657년 라틴어로 된 덴마크어 문법서 《덴마크 언어 연구》를 저술하였다.
라스무스 바르톨린이 특별히 유명한 것은 1669년에 방해석에 의한 빛의 복굴절 현상을 발견한 것이다. 바르톨린은 논문을 통해 빛의 복굴절 현상을 정확하게 묘사하였으나 당시에는 빛의 물리적 성질을 제대로 파악하지 못했기 때문에 이론적으로 설명할 수는 없었다. 1801년쯤 영국의 물리학자인 토머스 영이 빛의 파동 이론을 제안한 후에야 설명이 가능해졌다.